# Paul de Smet de Naeyer

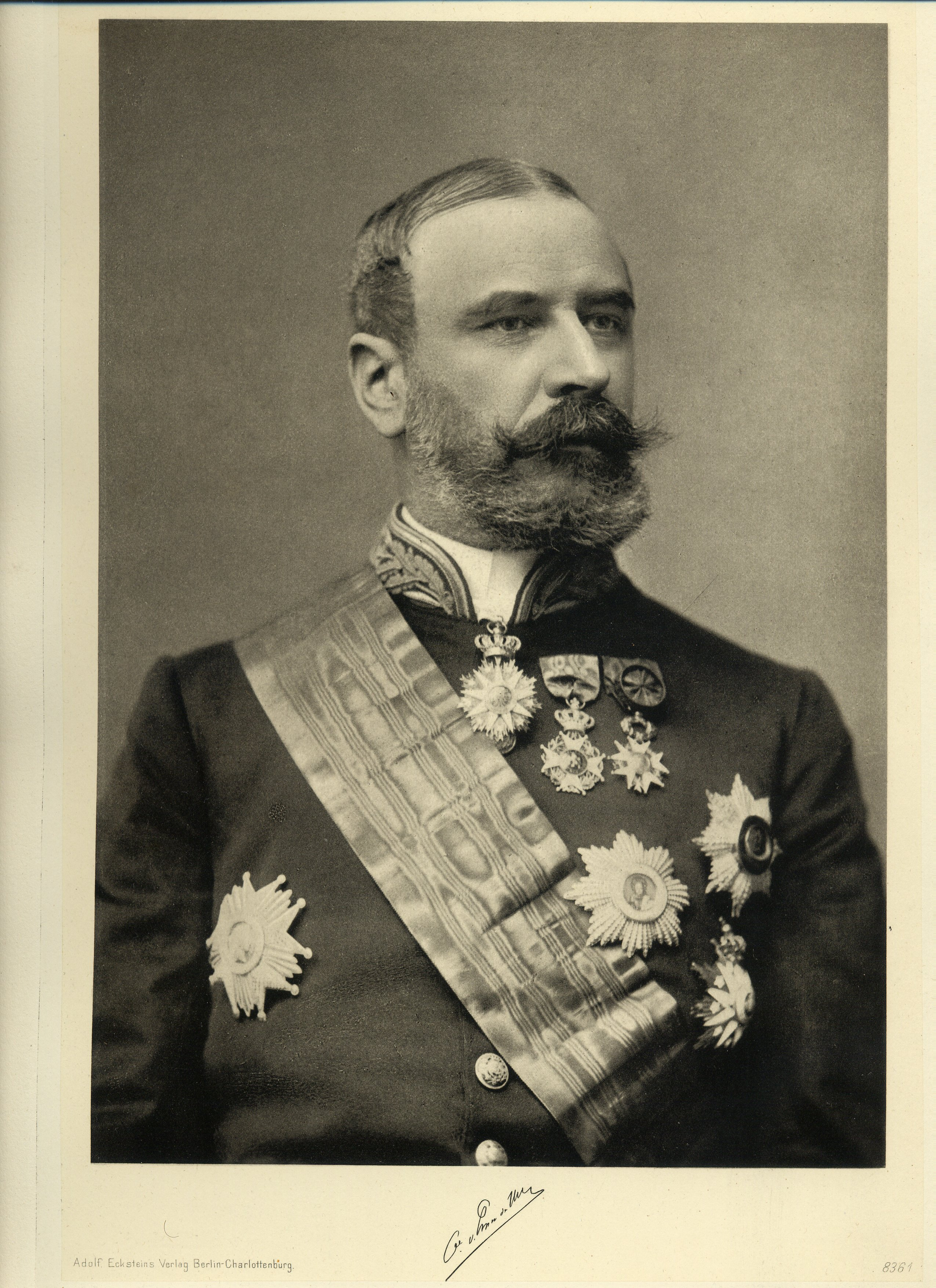
Paul Comte de Smet de Naeyer

Graf Paul de Smet de Naeyer (* 13. Mai 1843 in Gent; † 9. September 1913 in Brüssel) war ein belgischer katholischer Politiker und Premierminister.

## Familie und berufliche Tätigkeiten
Der Sohn einer Industriellenfamilie aus Gent wurde später Teilhaber des familiären Baumwollbetriebes sowie Mitinhaber einer Bank, Generaldirektor der damals größten belgischen Investmentgesellschaft Société Génerale de Belgique und Aktionär zahlreicher Kohlebergwerke.

## Politische Laufbahn

### Abgeordneter und Senator
1886 wurde er Mitglied der Abgeordnetenkammer und vertrat dort bis 1908 die Interessen der Katholieke Partij des Arrondissements Gent-Eeklo. Von 1908 bis zu seinem Tod war er Senator der Provinz Ostflandern.

### Minister und zweimaliger Premierminister
Am 26. März 1894 wurde er Finanzminister im Kabinett von Jules de Burlet, dem er am 25. Februar 1896 im Amt des Premierminister folgte. In seinem bis zum 24. Januar 1899 amtierenden Kabinett übernahm er auch wiederum das Amt des Finanzministers.
Nach dem bis zum 5. August 1899 amtierenden Übergangskabinett von Jules Vandenpeereboom übernahm de Smet de Naeyer wiederum das Amt des Premierminister. Er blieb bis zum 2. Mai 1907 im Amt und war zugleich Finanzminister und Minister für öffentliche Arbeiten. Während dieser Amtszeit setzte er sich für eine Stärkung der Marine ein. De Smet de Naeyer war Gegner des allgemeinen Wahlrechts sowie des staatlichen Unterrichts.
Für seine politischen Verdienste wurde ihm 1899 der Ehrentitel eines „Staatsministers“ verliehen. 1900 adelte ihn König Leopold II. zum Grafen.

## Biographische Quellen
- Biographie in skynet.be
- Biographie in ars-moriendi.be
- Biographie in biografias y vidas.com